# Achyropsis gracilis
Achyropsis gracilis är en amarantväxtart som beskrevs av C. C. Towns. Achyropsis gracilis ingår i släktet Achyropsis och familjen amarantväxter. Inga underarter finns listade i Catalogue of Life.